# NGC 546
NGC 546 ist eine Balken-Spiralgalaxie mit ausgedehnten Sternentstehungsgebieten vom Hubble-Typ SBb im Sternbild Sculptor am Südsternhimmel. Sie ist schätzungsweise 288 Millionen Lichtjahre von der Milchstraße entfernt und hat einen Durchmesser von etwa 120.000 Lj. Wahrscheinlich bildet sie gemeinsam mit NGC 544 ein gravitativ gebundenes Galaxienpaar.

Im selben Himmelsareal befinden sich u. a. die Galaxien NGC 534 und NGC 549.
Das Objekt wurde am 23. Oktober 1835 von dem britischen Astronomen John Frederick William Herschel entdeckt.